# فرانسيس فيبير
فرانسيس فيبير (بالفرنسية: Francis Veber)‏ هو منتج أفلام وصحفي وكاتب مسرحي وكاتب وكاتب سيناريو ومخرج وممثل فرنسي، ولد في 28 يوليو 1937 بنويي-سور-سين في فرنسا. من الجوائز التي نالها جائزة سيزر لأفضل كاتب سيناريو وLumière Award for Best Screenplay ‏.

## جوائز وترشيحات
جوائز
- جائزة سيزر لأفضل كاتب سيناريو
- Lumière Award for Best Screenplay [الإنجليزية]‏

ترشيحات
- جائزة الأوسكار لأفضل كتابة

## وصلات خارجية
- فرانسيس فيبير على موقع IMDb (الإنجليزية)
- فرانسيس فيبير على موقع ألو سيني (الفرنسية)
- فرانسيس فيبير على موقع أول موفي (الإنجليزية)
- فرانسيس فيبير على موقع قاعدة بيانات الأفلام السويدية (السويدية)
- فرانسيس فيبير على موقع إن إن دي بي (الإنجليزية)
- فرانسيس فيبير على موقع ديسكوغز (الإنجليزية)
- فرانسيس فيبير على موقع قاعدة بيانات الفيلم (الإنجليزية)
- فرانسيس فيبير على موقع كينوبويسك (الروسية)